# Nordeste Paraense
Nordeste Paraense è una mesoregione dello Stato di Pará in Brasile.

## Microregioni
È suddivisa in 5 microregioni:
- Bragantina
- Cametá
- Guamá
- Salgado
- Tomé-Açu